# Treno di Trockij

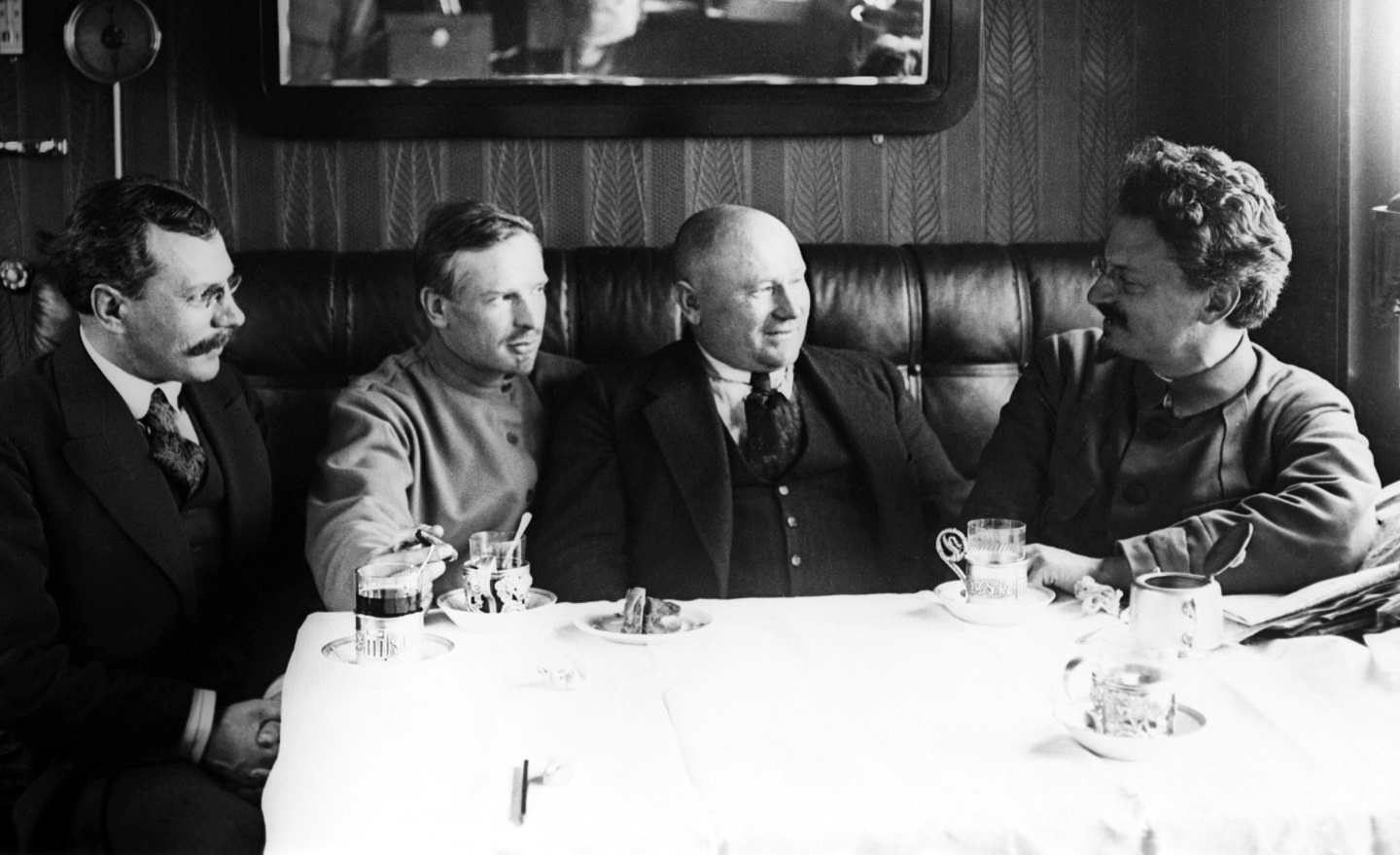
Lev Trockij (a destra) nella carrozza del suo treno blindato, 1920

Il treno di Trockij è stato il treno corazzato personale di Lev Trockij, il Commissario del popolo per gli affari militari e navali, il quale ne aveva disposto la costruzione nell'agosto del 1918.
All'interno del treno era inclusa una stazione telegrafica, una biblioteca, una tipografia, una stazione radio, un garage di automobili e un piccolo squadrone aereo. Il personale a bordo del treno includeva molti specialisti in materia di appalti militari e civili sovietici. Uno speciale giornale - V Puti (in russo В пути?, Sulla strada), che serviva come l'agitazione per la Armata Rossa - è stato pubblicato proprio all'interno del treno di Lev Trockij.
Durante la Guerra civile russa, il treno venne visitato da importanti leader bolscevichi, tra cui Iosif Stalin.  Anche chiamato "Treno della Vittoria", esso ha contribuito alla formazione dell'Armata Rossa e al successivo consolidamento del potere dei bolscevichi in seno alla neonata Russia sovietica.